# إيمي كوسي

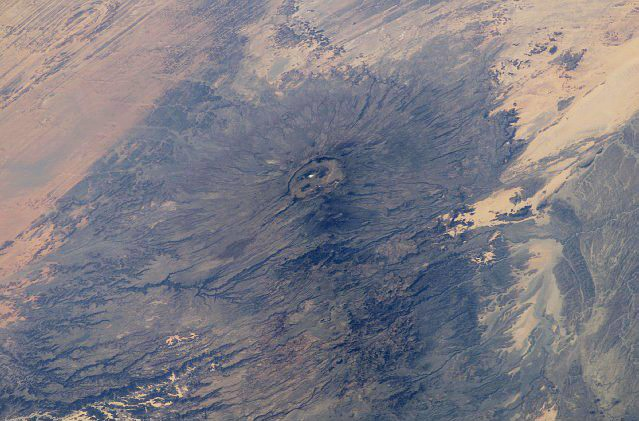
صورة بالأقمار الصناعية

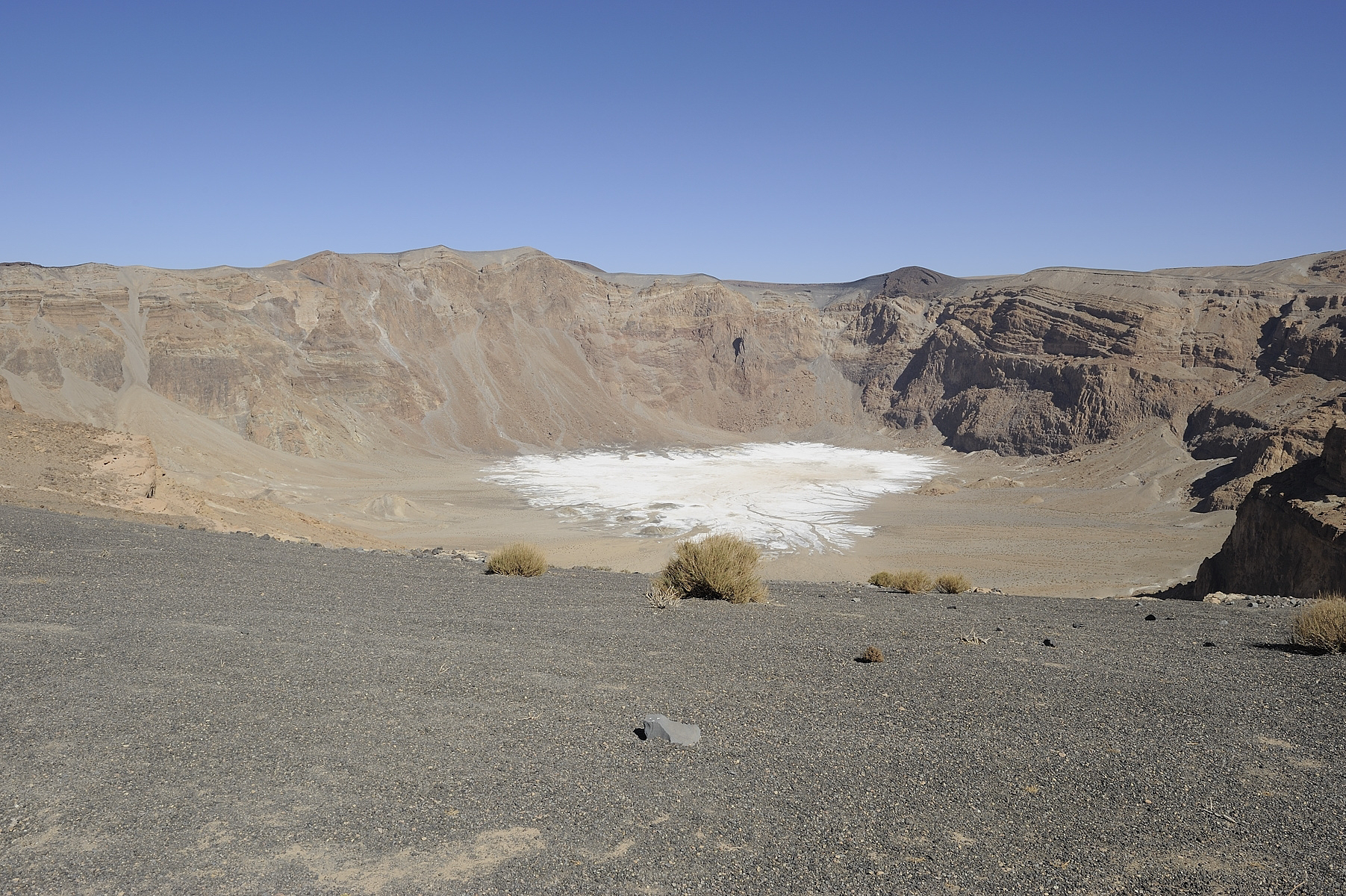
الفوهة الداخلية

إيمي كوسي (بالإنجليزية: Emi Koussi) قمة جبل بركاني ضمن سلسلة جبال تيبستي الواقعة في الشريط الفاصل بين أقصى شمال تشاد وأقصى جنوب ليبيا وهي أعلى قمة في الدولتين وفي الصحراء الكبرى بأكملها. البركان هو واحد من عدة جبال في سلسلة تيبستي، ويصل ارتفاعه إلى 3،415 متر (11،204 قدم)، ويرتفع 3 كـم (1.9 ميل) فوق سهول الحجر الرملي المحيطة. يبلغ عرض البركان 60-70 كيلومتر (37-43 ميل) وحجمه 2،500 كيلومتر مكعب (600 ميل 3).

## معرض صور

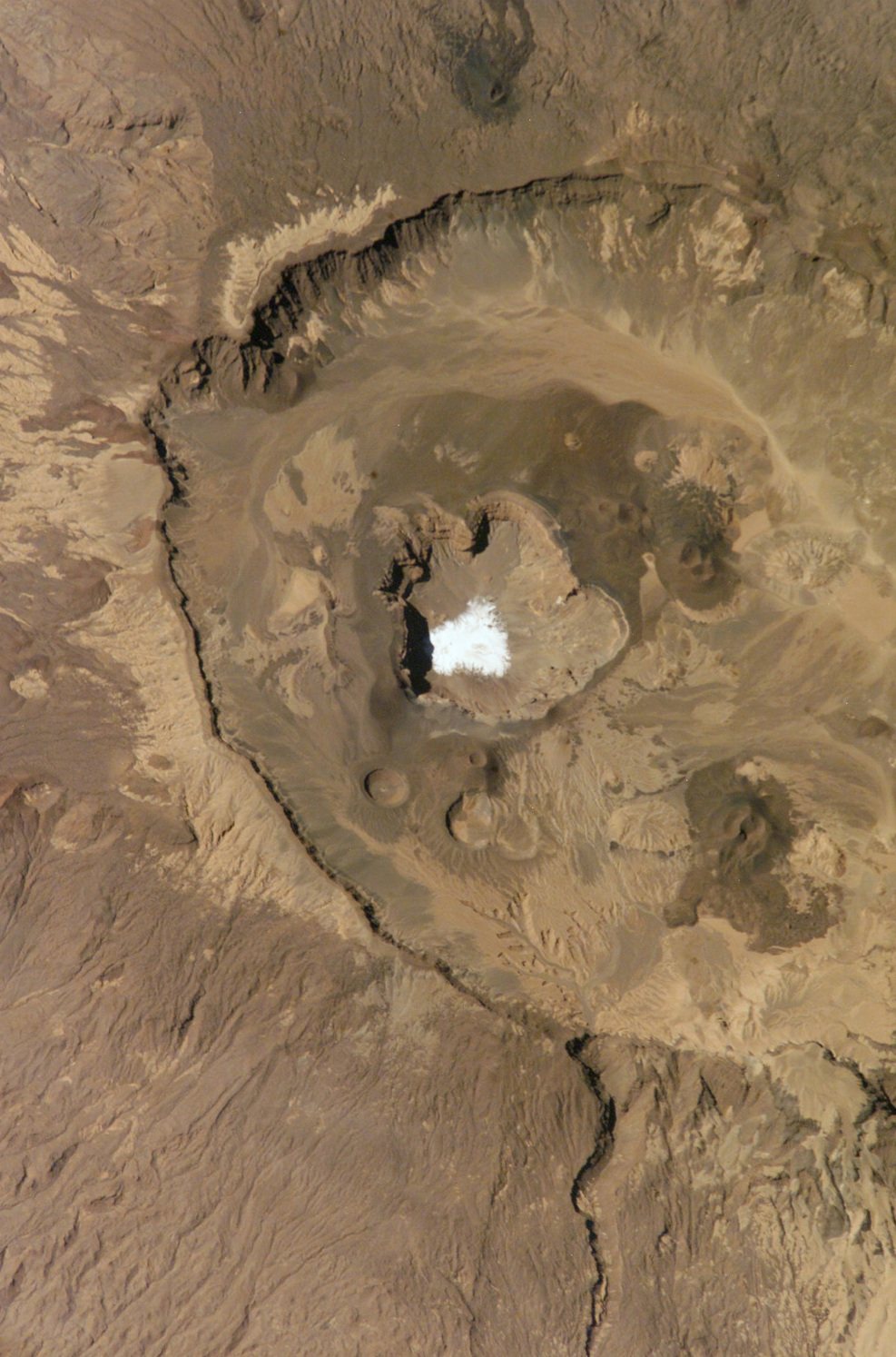
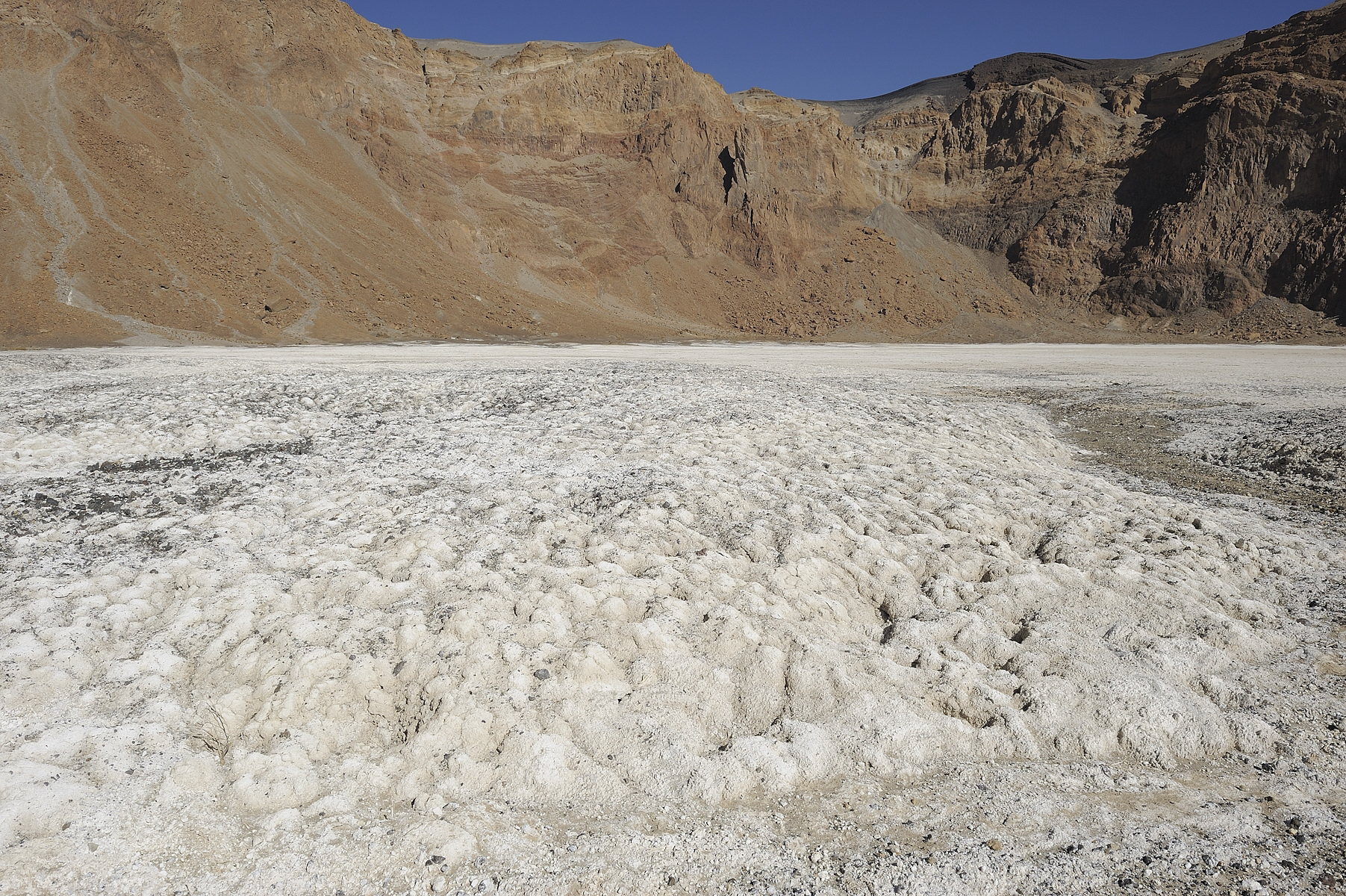
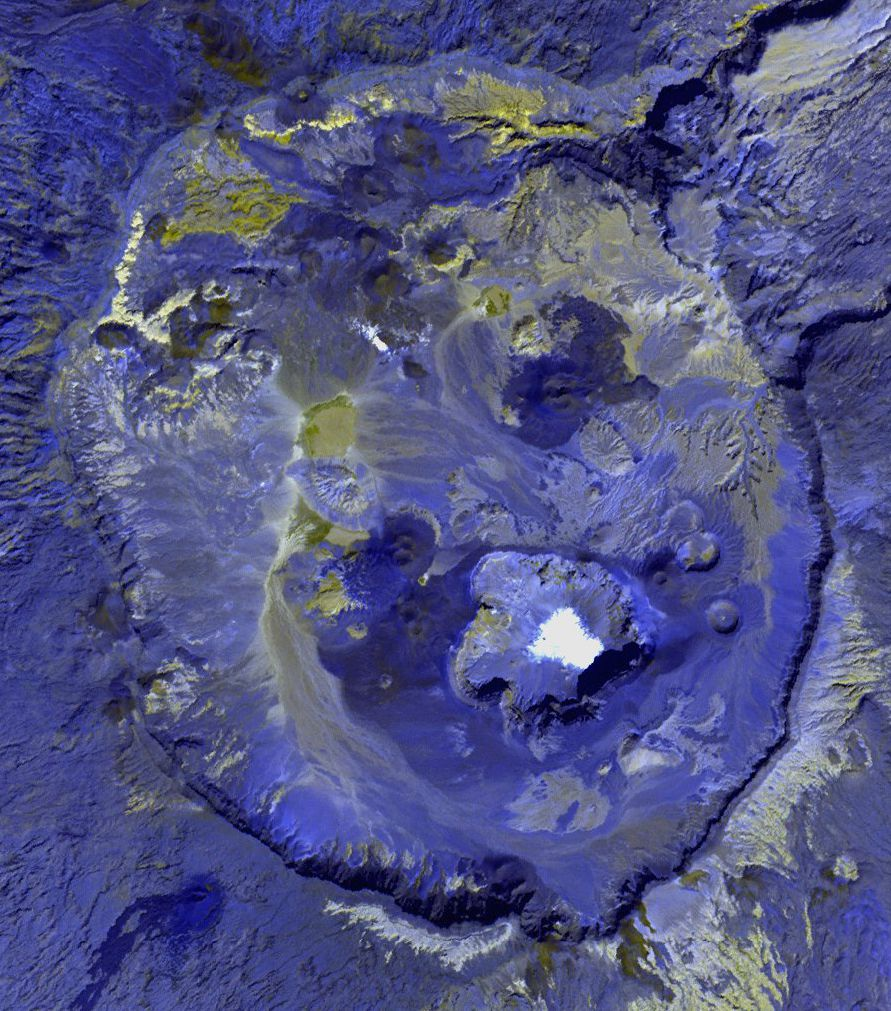